# Народна библиотека „Ђура Јакшић” Петровац на Млави
Народна библиотека „Ђура Јакшић” Петровац на Млави врши и реализује своје функције на основу и у складу са Законом о библиотечкој делатности као и другим одговарајућим законима и пратећим прописима. Полазећи од наведених закона и прописа, библиотека као примарна установа културе у општини Петровац на Млави, прикупља, обрађује, чува и даје на коришћење сву библиотечку грађу којом располаже као и информације и податке који се на библиотечку грађу односе. Поред ове делатности, библиотека се бави прикупљањем културних добара, помагањем у издавању и издавањем књига и публикација и другим културно-просветним активностима.

## Историјат
О тачном настанку Петровачке библиотеке не постоје поуздани подаци. Претпоставља се да је Петровачка читаоница настала 1874. године, а исти извори тврде да је две године касније изгорела. Пошто је зграда изгорела, а са њом и сви списи, не постоји представа о броју књига које је тада поседовала. Даљи подаци сведоче да је између два светска рата прилозима грађана библиотека обновљена. Првобитна локација тадашње библиотеке била је поред „Гигићеве кафане”, затим у просторијама које су се налазиле у близини данашњег улаза на Зелену пијацу из улице Српских владара. У овом периоду усталио се назив „Млавска читаоница и библиотека”. У то време, Читаоница је имала свој Одбор, којим је председавао апотекар Станимир Тонић, на месту секретара је била Нада Јовановић, а на благајничком месту Јованка Стојковић, сви у то време знаменити Петровчани. У Одбору су такође били Една Дичић, Радиша и Драгиша Вујчић, као и Бата Булић, народни херој из Другог светског рата, по коме данас Основна школа у Петровцу носи име.
Пауза у раду је уследила током Другог светског рата, а након њега, наставља се рад на установљењу библиотеке као Општинске – јавне библиотеке и организовање библиотечких огранака по насељима. Актом из 1964. године, библиотека у Петровцу је регистрована под именом Народна библиотека „Ђура Јакшић”, по чувеном песнику и сликару који је посећивао и волео овај крај, о чему говоре и његове две песме „Ноћ у Горњаку” и „Пут у Горњак”. У то време, библиотека је већ била на локацији у улици Српских владара 125, у просторијама некадашње „Млавске штедионице”. Најстарија сачувана књига инвентара потиче из 1965. године, у којој је инвентарисано 1050 књига. Библиотека дуго није имала наменску зграду, већ простор од 50 метара квадратних, без читаонице. У тако скученом простору библиотека се налазила све до 2006. године, када је пресељена у нешто веће и модерније просторије у улици Радета Московлића број 14.
Библиотека се 2012. године сели у наменски грађен простор, у истој улици на броју 17. Данашња библиотека је савремен и функционалан објекат који се простире на више од 300 метара квадратних, пројектован специјално за потребе те установе. Њени  корисници имају могућност коришћења  читаонице, дечијег одељења, уз наравно, позајмно одељење за одрасле. Издвојено је Завичајно одељење, у коме се осим завичајне збирке чува Легат професора Бранка Лазића, одељење за обраду књига, а библиотека такође поседује и референсну збирку, коју чине енциклопедије, научна и стручна литература.